# BCM Olimpic Baia Mare
BCM Olimpic Baia Mare este un club românesc de baschet masculin cu sediul în Baia Mare, România. Clubul a fost înființat în 2015 și a promovat în Liga Națională după ce a câștigat turneul de baraj al Ligii 1 în sezonul 2015-2016. Echipa joacă meciurile de pe teren propriu în sala Colegiului Economic „Nicolae Titulescu” din Baia Mare.

## Palmares

### Național
Liga I (al doilea eșalon baschetbalistic)
- Vicecampioană (1): 2015-2016